# Hybosispini
Hybosispini (лат.) — триба жуков подсемейства щитоносок (Cassidinae) из семейства листоедов.

## Распространение
Встречается в Неотропике.

## Описание
Мелкие жуки-щитоноски вытянутой субцилиндрической формы. Надкрылья имеют 10 рядов глубоких пунктур. Усики из 11 члеников. Клипеус треугольный. Переднеспинка без щетинок на углах и без выступающих вперёд боковых лопастей. Кормовые растения неизвестны.

## Классификация
Около 5 видов. Триба принадлежит к «хиспиновой» линии щитоносок (Hispinae).
- Hybosispa Weise, 1910
  - Hybosispa macella  (Pic, 1923)
  - Hybosispa melanura  Weise, 1910
  - Hybosispa nitida  Uhmann, 1939
  - Hybosispa rufiventris  Uhmann, 1940
  - Hybosispa strandi  Uhmann, 1933